# Heliothinae
Sous-famille
La sous-famille des Heliothinae regroupe des lépidoptères (papillons) nocturnes de la famille des Noctuidae.

## Liste des genres
- Helicoverpa Hardwick, 1965
- Heliothis Ochsenheimer, 1816
- Periphanes
- Pyrrhia Hübner, 1821